# Polydore Roosens
Polydore Roosens (Denderwindeke, 13 oktober 1892 - Meerbeke, 24 mei 1970) was een Belgisch politicus.

## Levensloop
Roosens was beroepshalve onderwijzer en voorzitter van de Verbond der Kristelijke Mutualiteit van het arrondissement Aalst. Tevens was hij burgemeester van Meerbeke van 1946 tot 1964. Hij volgde in die hoedanigheid Leo Cosyns op, zelf werd hij opgevolgd door diens zoon Etienne Cosyns.
Hij was gehuwd en vader van tien kinderen, waaronder Antoon Roosens.